# Kim Gyu-ri (attrice giugno 1979)
Kim Gyu-ri (김규리?, Gim Gyu-riLR, Kim KyuriMR), nata Kim Moon-sun (김문선?, Gim Mun-seonLR, Kim Mun-sŏnMR; Seul, 27 giugno 1979) è un'attrice sudcoreana.

## Filmografia

### Cinema
- Henequen (애니깽), regia di Kim Ho-sun (1997)
- Yeogogoedam (여고괴담), regia di Park Ki-hyung (1998)
- Sanjeon sujeon (산전수전), regia di Im-seo Gu (1999)
- Nightmare - Il ritorno (가위, Gawi), regia di Ahn Byeong-ki (2000)
- Libera me (리베라 메), regia di Yang Yun-ho (2000)
- Bunsinsaba (분신사바), regia di Ahn Byeong-ki (2004)
- Mudeung Tarzan, Park Heung-suk (무등산타잔, 박흥숙), regia di Park Woo-sang (2005)
- Swit! Geunyeo-egen bimir-i-e-yo (쉿! 그녀에겐 비밀이에요), regia di Lee In-soo (2008)
- Eodiro galkka-yo? (어디로 갈까요?), regia di Jin Seung-hyun (2013)

### Televisione
- Sarang hanikka (사랑하니까) - serial TV (1997)
- Jangmi-wa kongnamul (장미와 콩나물) - serial TV (1999)
- Popcorn (팝콘) - serial TV (2000)
- Seon-hee Jin-hee (선희 진희) - serial TV (2001)
- Bulmyeor-ui I Sun-sin (불멸의 이순신) - serial TV (2004)
- Yeon-in (연인) - serial TV (2006-2007)
- Meomchul su eobseo (멈출 수 없어) - serial TV (2009)
- Bitgwa geurimja (빛과 그림자) - serial TV (2011-2012)